# Vitis flexuosa
Vitis flexuosa là một loài thực vật hai lá mầm trong họ Nho. Loài này được Thunb. miêu tả khoa học đầu tiên năm 1794.